# 夏墓荡
夏墓荡是一个位于中国浙江省嘉兴市的淡水湖，面积约为1.82平方千米，属于长江区。它的一级流域为长江流域，二级流域为长江干流水系。